# 赤崁龍德宮
大赤崁龍德宮，臺灣澎湖縣廟宇，白沙鄉赤崁村公廟，赤崁澳角頭廟，主祀哪吒三太子爺 。
23°40′03″N 119°36′02″E / 23.66755°N 119.600617°E

## 沿革
赤崁俗稱「大赤崁」，聚落北濱海處有一紅岩高地（台語「崁」為高地、高丘之意），故名「赤崁」，而因南側有另一村落「小赤崁」，為作區別故增加一大字於原地名赤崁之前。赤崁位於澎湖北山嶼東北端，在清領時期隸屬「赤崁澳」管轄，進入日治時期改置頂山澳務署、大赤崁支廳，大正九年（1920年）廢除清代的澳社行政制度，赤崁設白沙庄，以白沙庄役場下轄北山嶼全境，1945年二戰落幕後，白沙庄改制白沙鄉，白沙鄉公所亦置於赤崁，赤崁自清代以降皆為北山嶼行政中樞。
赤崁龍德宮開基年份記錄紛歧，一為根據《白沙鄉志》，記述為嘉慶九年（1804年）、二為引據廟宇碑記自述則為康熙年間，因不少赤崁村民約莫於南明永曆年間遷居，故龍德宮推測開基於南明、清領時期之交較為可信。又因廟內所藏最早文物「綏及萬方」匾額，由時任澎湖水師協右營游擊邱有章敬獻於乾隆元年（1736年），此外尚存有乾隆八年（1743年）的「神聖威靈」一匾，敬獻者為張啟璋、張啟榮（瓦硐巨富張百萬孫輩），《白沙鄉志》殆有記載訛誤之虞。
赤崁龍德宮主祀哪吒三太子，另祀水仙尊王、山西夫子、代天巡狩五府千歲以及岳府千歲。據傳現今廟宇並非初址，龍德宮建廟之初位於碼頭海濱，主神奉祀水仙尊王，因有村民在林庚海邊拾獲一木柴，不久後三太子顯靈，降旨要村民雕鑄此木，做其金身，村民遂開始供奉三太子。嗣後因張百萬後代在赤崁村捐地蓋廟，即為現址，廟宇竣工後，便將三太子以及港邊的水仙尊王一同供奉在龍德宮內。
赤崁龍德宮經歷多次翻修，盡皆失載，目前僅知日治時期昭和六年（1931年）有翻修記錄，現今廟貌乃奠基民國70年（1981年）之重建工程，總計斥資新台幣七千餘萬元。綜觀昭和年間與民國七十年間的營建工程，兩次皆委由後窟潭大木匠師謝自南設計。民國77年（1988年）間另有擴建記錄。

## 辛齊光文物
辛齊光（1746年－1821年），奎璧澳湖西社人（今湖西鄉湖西村），出身湖西一帶地主家庭，為澎湖廳在清領時期第一位獲得舉人功名的士人，世稱「開澎舉人」。辛齊光的母親為赤崁社人，因這層緣故，辛齊光曾獻「承乾宣化」一匾、楹聯「玉潤赤城光俎豆」、「金聲湖海播繫香」一對等文物予赤崁龍德宮，敬獻年份皆為嘉慶二十年（1815年），迄今赤崁龍德宮仍有收藏並陳列。

## 圖輯

宮廟建築
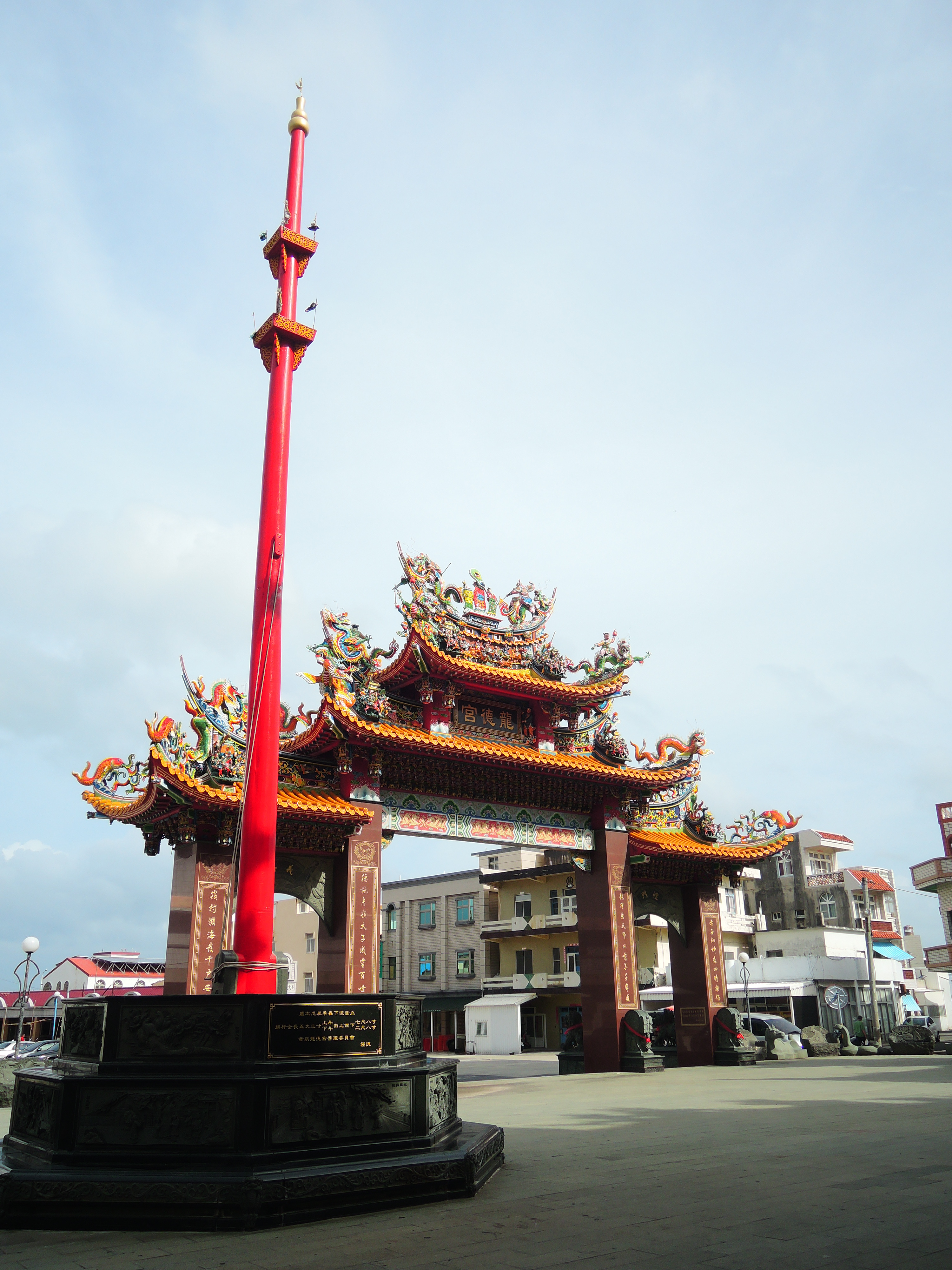
牌樓、旗桿
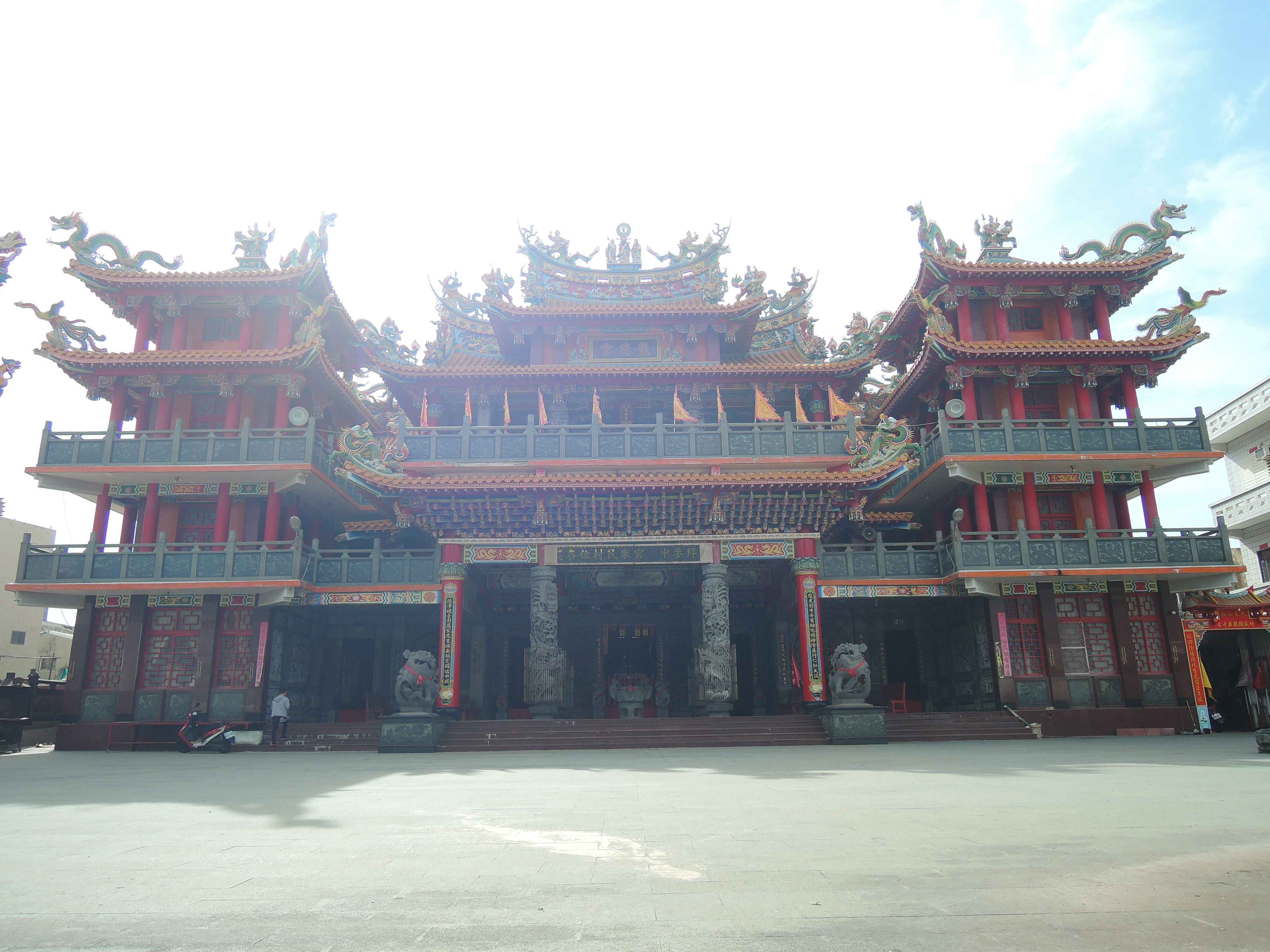
宮廟立面
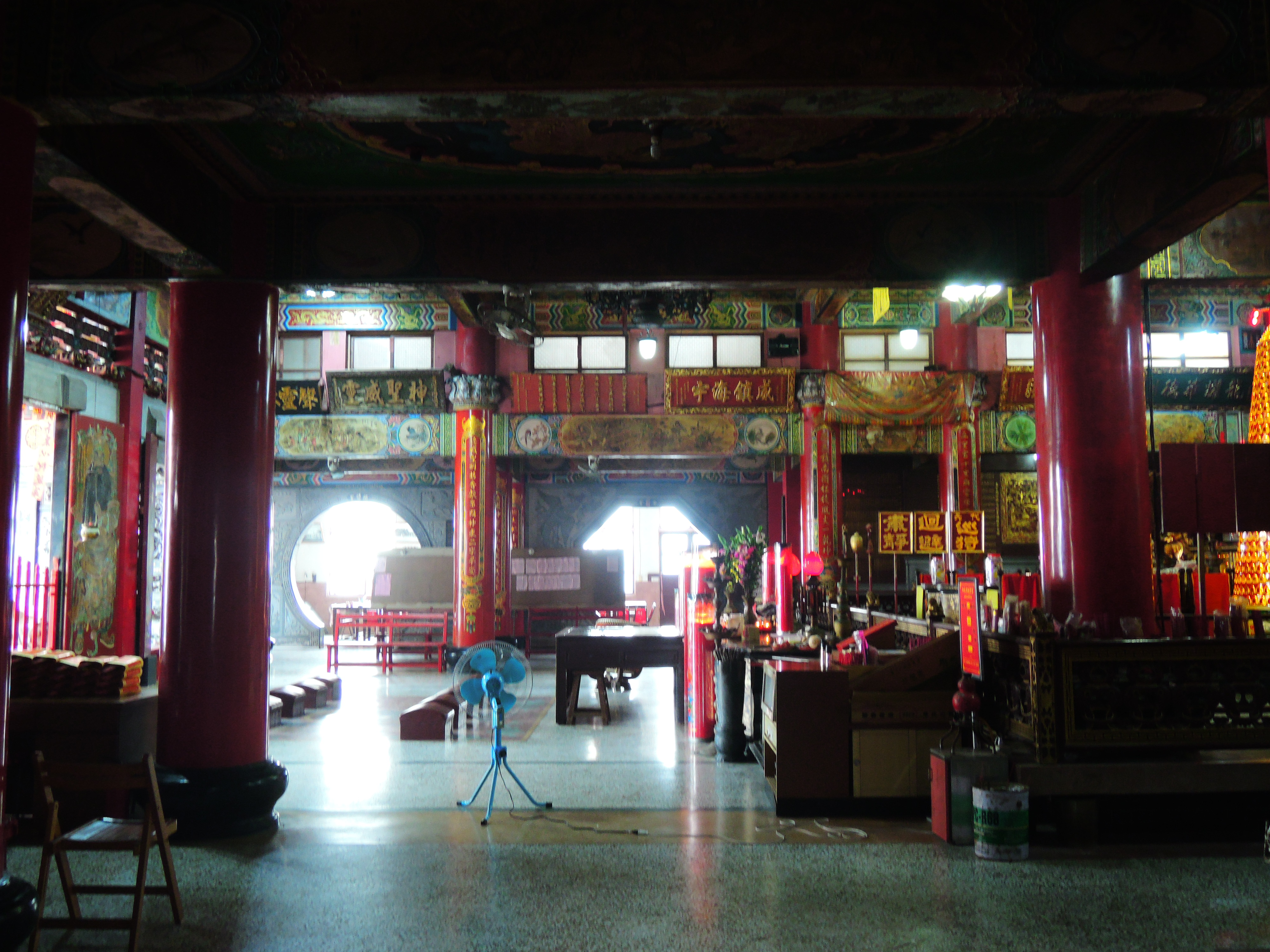
神明廳
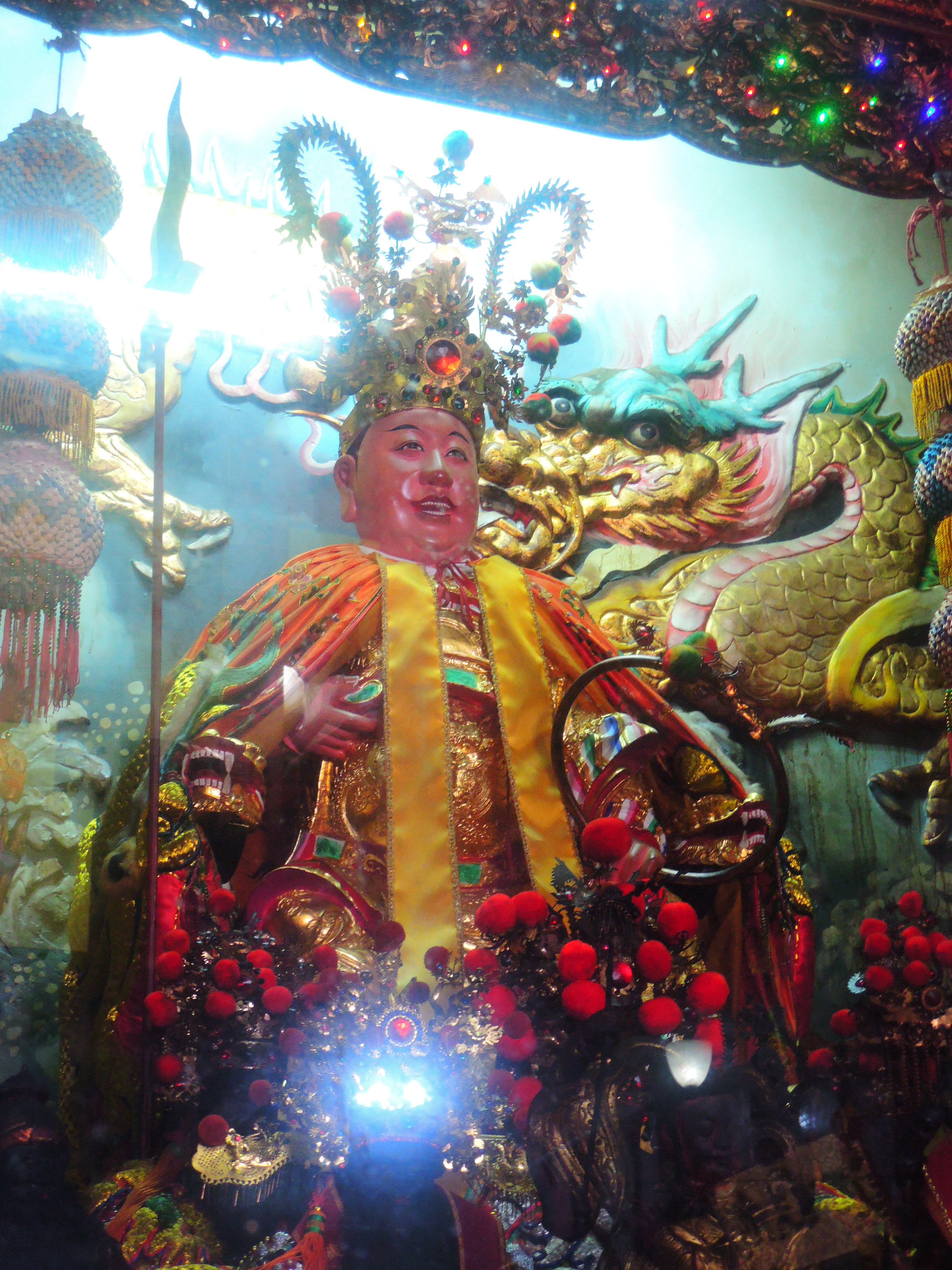
鎮殿哪吒三太子像
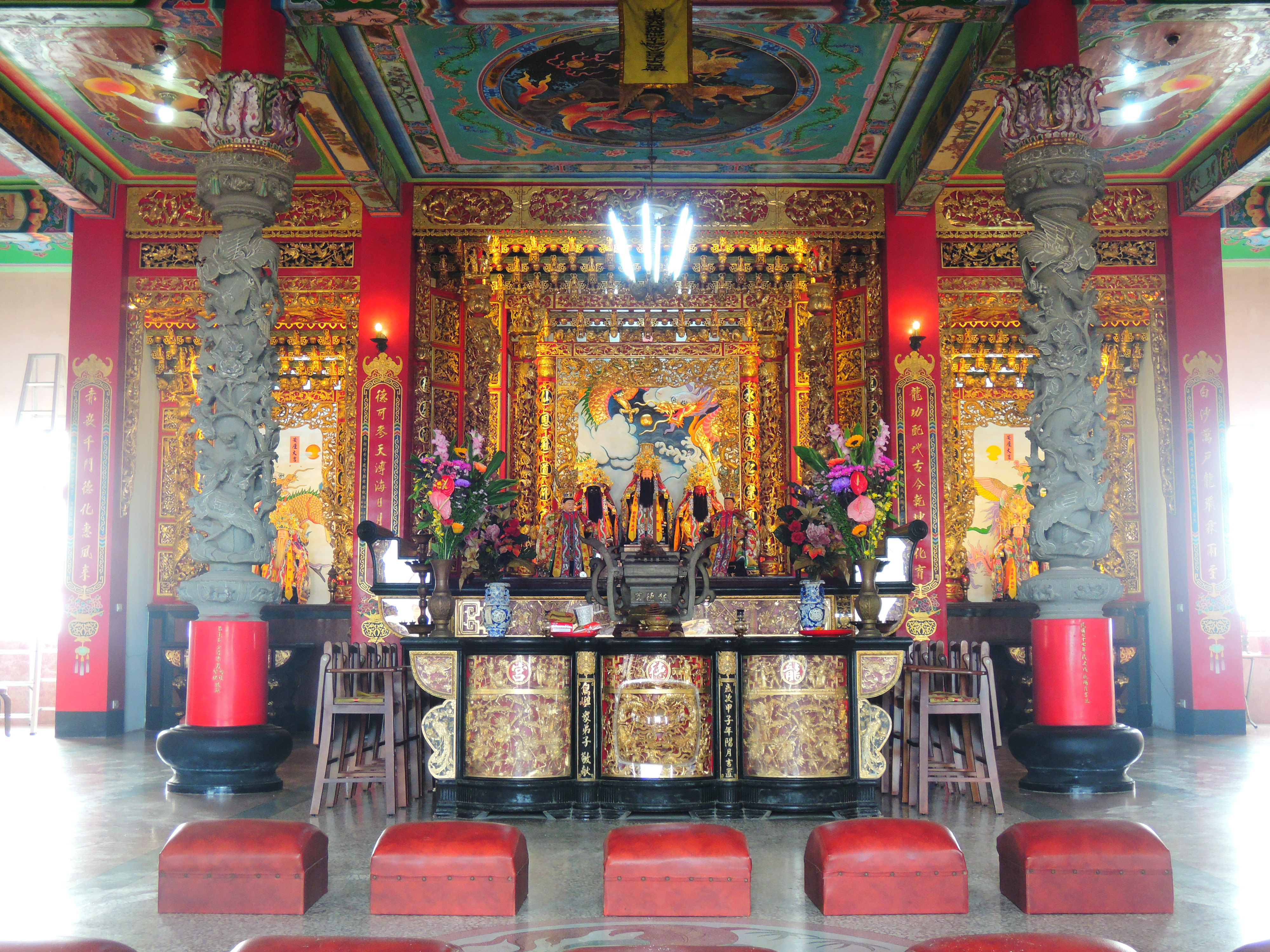
三樓水仙殿
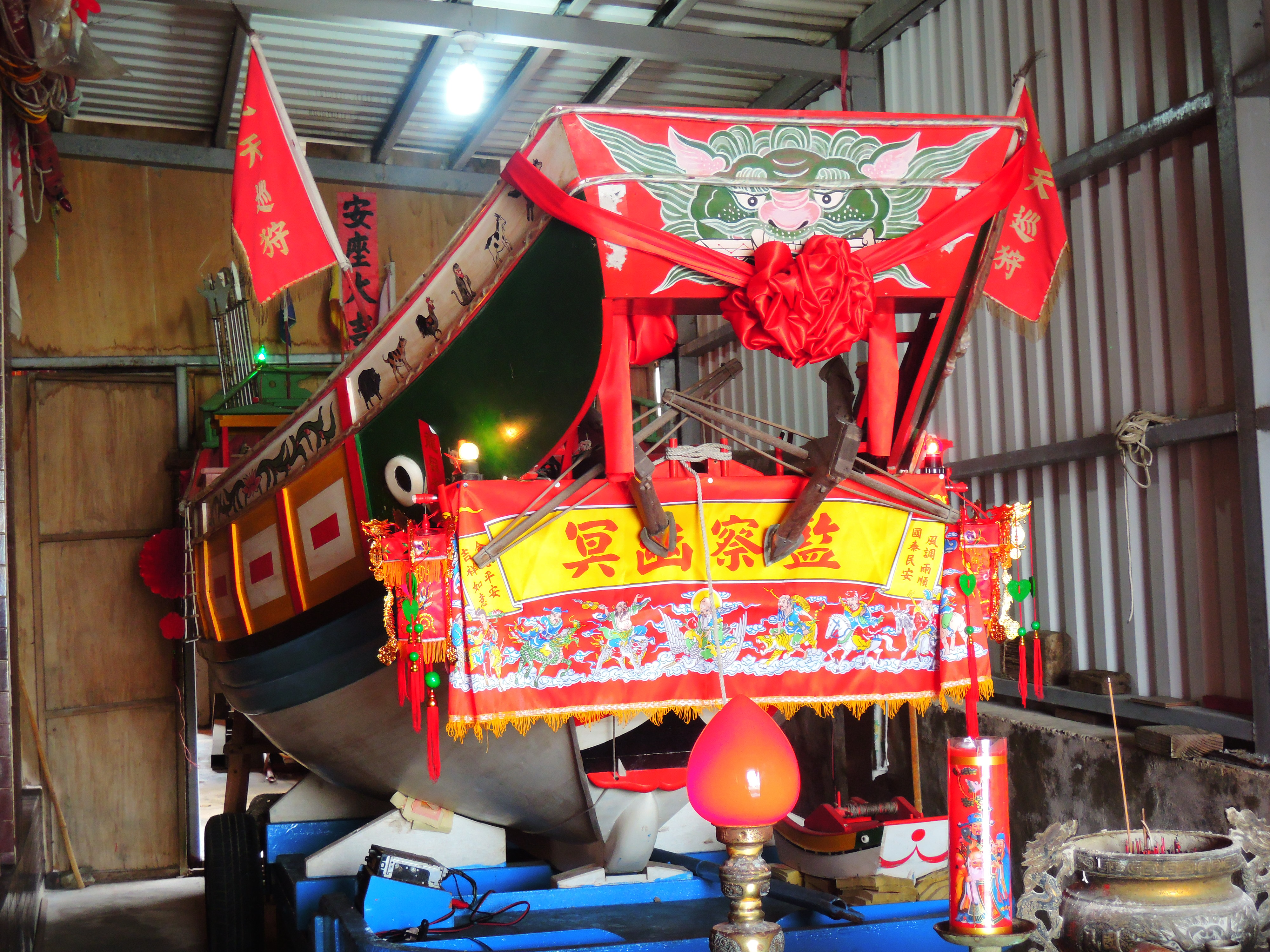
王船

典藏文物
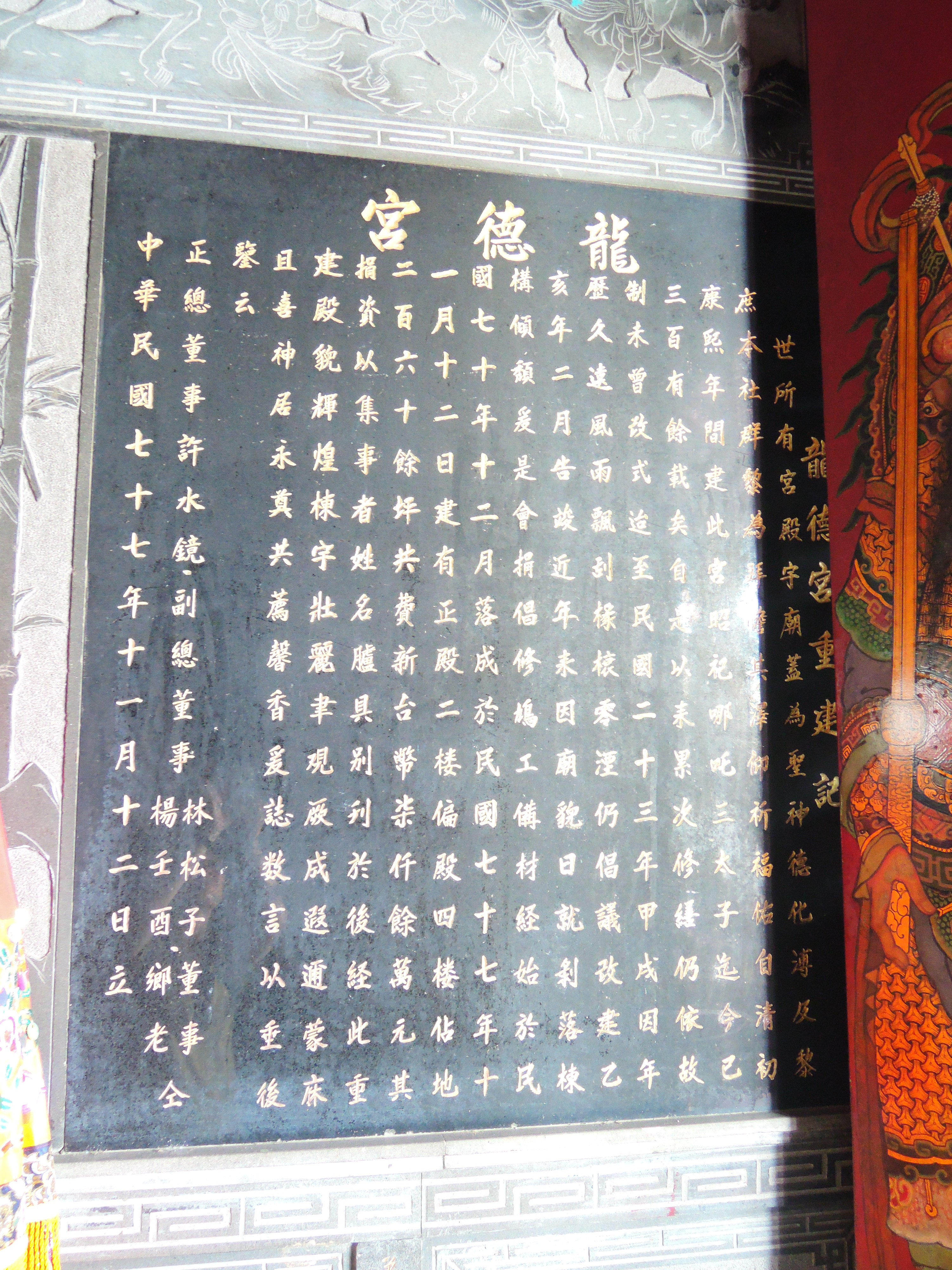
龍德宮重建記
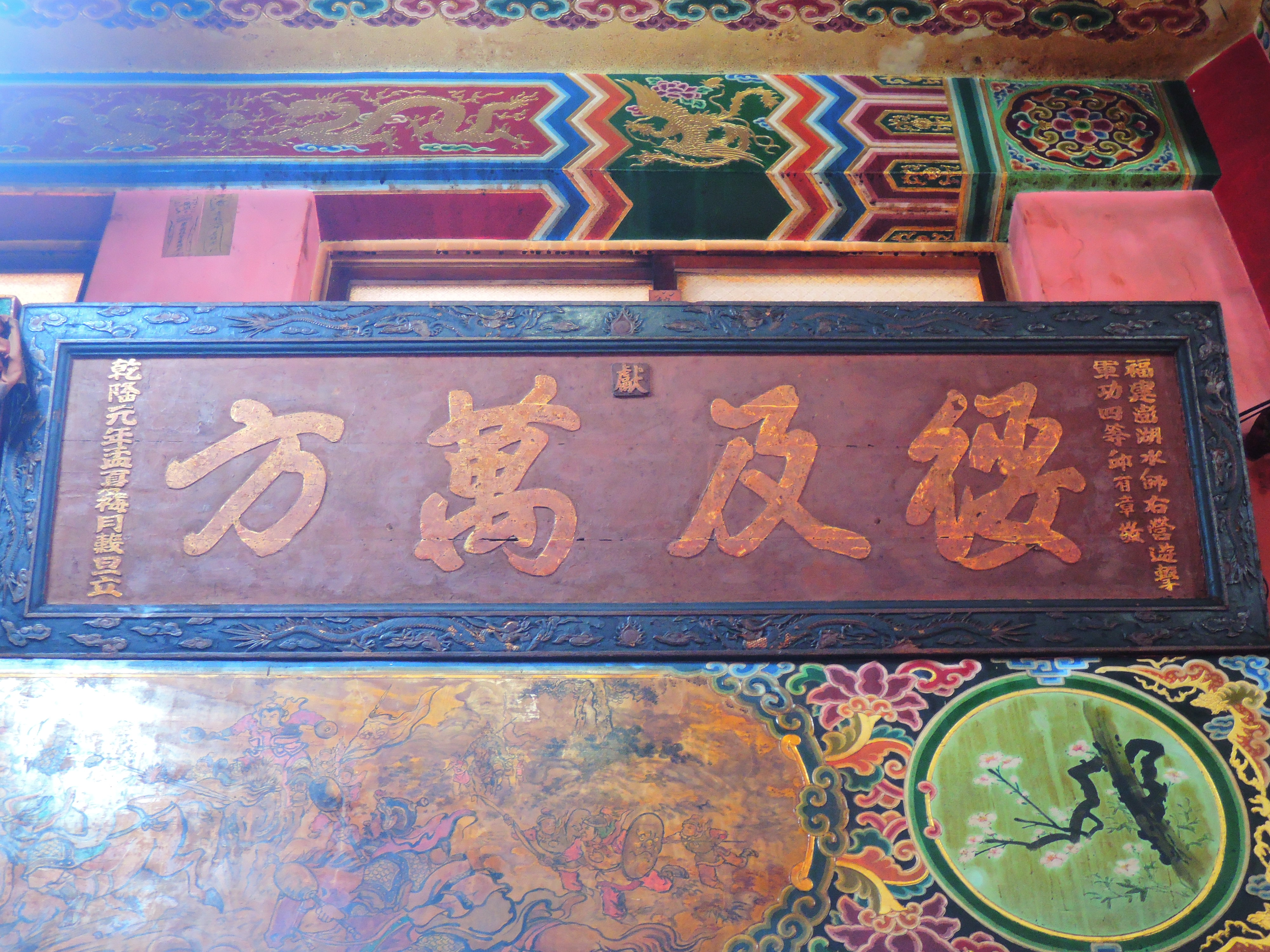
綏及萬方匾（1736年）
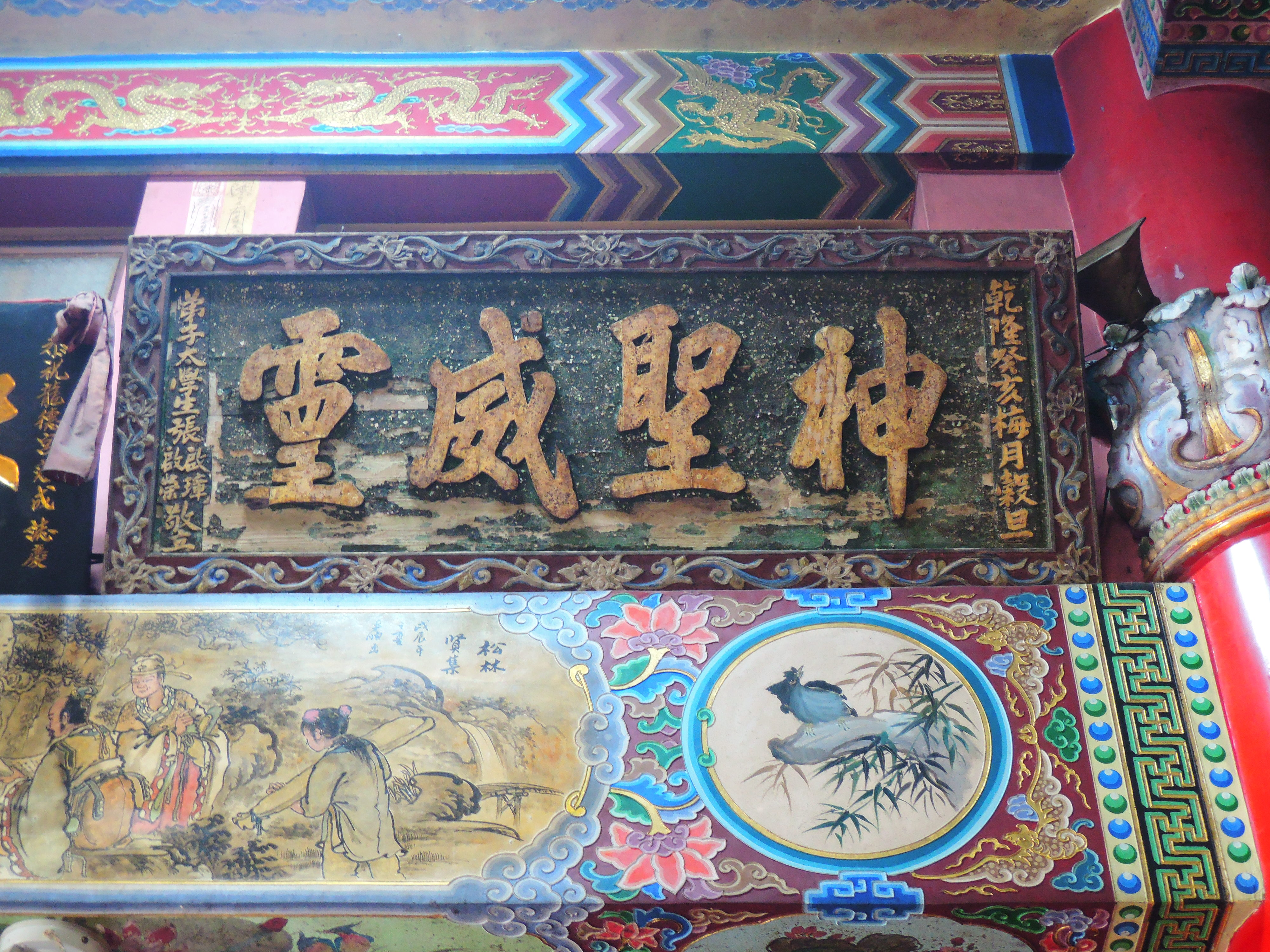
神聖威靈匾（1743年）
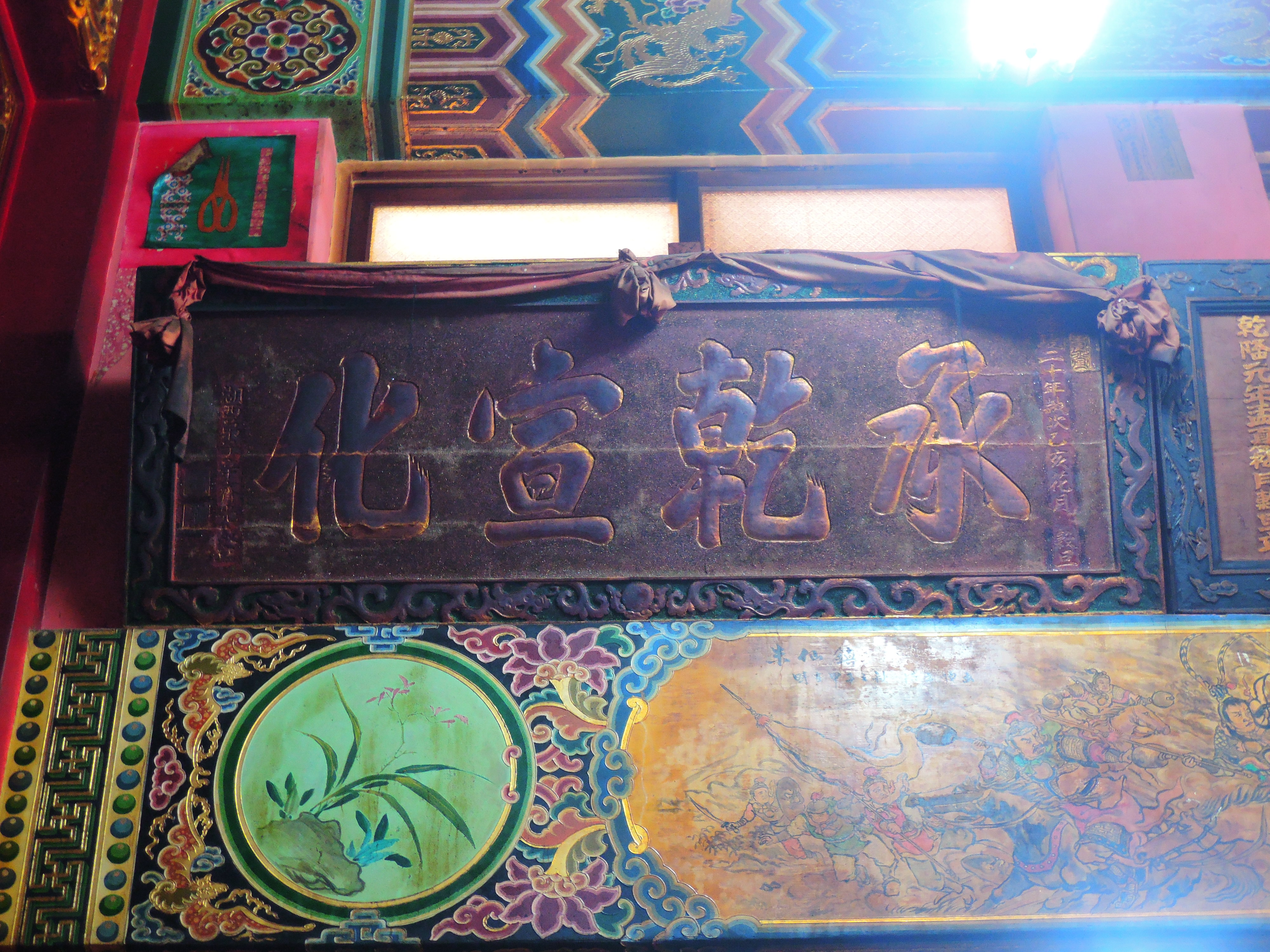
承乾宣化匾（1815年）
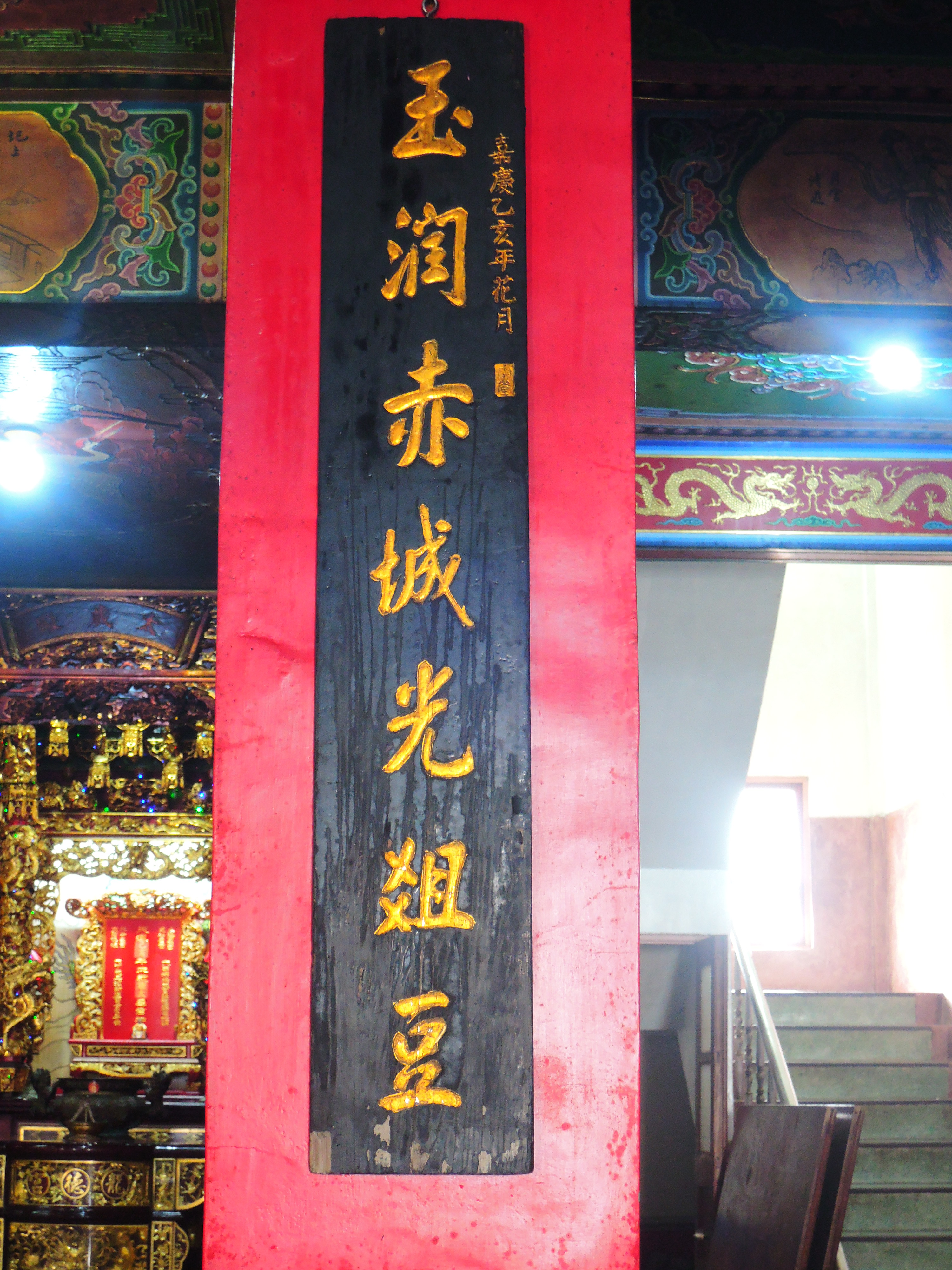
辛齊光題贈（上聯）1815年
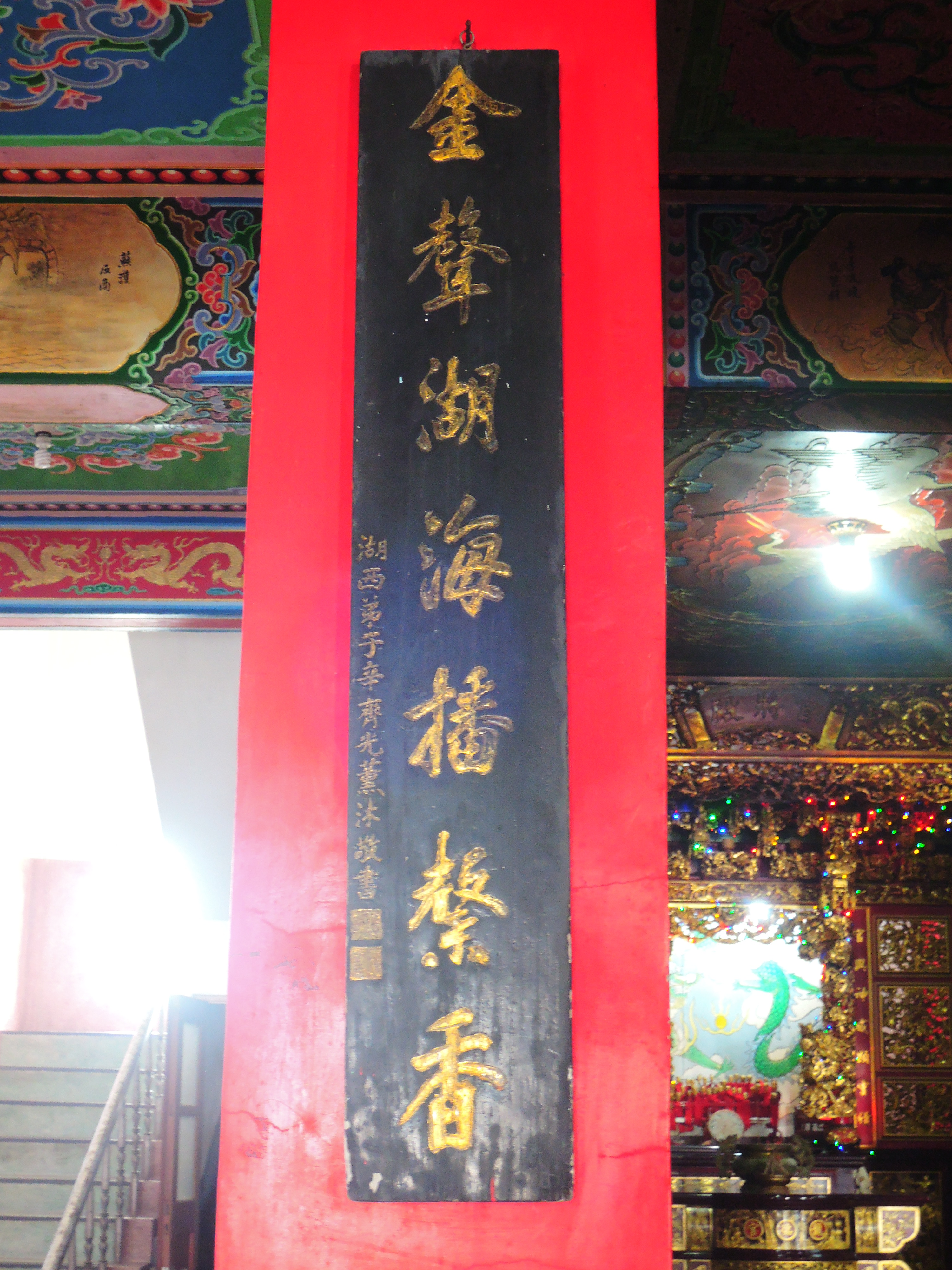
辛齊光題贈（下聯）1815年

## 外部連結
- 澎湖白沙大赤崁龍德宮的Facebook專頁